# Limes Sorabicus
„Граница према Србима“ (лат. Limes Sorabicus) средњовековни је назив за границу насталу 805. године, у време франачког цара Карла Великог, који ју је и утврдио, а трајала је до 11. века. Служила је за економско, војно и етничко раздвајање између Срба и Германа у Франачкој. У то време становништво које је граничило са Франачком „...називало се једним од најстаријих, чак и најархаичнијих имена у целом словенском свету: њихово заједничко име било је Серб и то не у множини, већ као назив целе заједнице коју су сачињавали.“
„Граница према Србима“ пружала се дуж Лабе, од севера на југ, те дуж Зале и Дунава. Настала је као последица навале Авара у трећој деценији 6. века, који су потискивали Словене ка западу. Неки аутори сматрају да је у том раздобљу тај предео био напуштен од стране Германа, те да због тога постоји мноштво словенских топонима на тлу источне Немачке, од којих многи указују на присуство племена Срба, чији један део је опстао и до данас под именом Лужички Срби, док је други део у 7. веку установио другу Србију на Балкану.
Иако нас франачки извори обавештавају о жестоким сукобима између Срба/Словена и Франака, границом се и често слободно пролазило, јер су додири Германа и Словена били учестали и не увек непријатељски.

## Галерија
- Назив мапе: Słowiańszczyzna zachodnia i Germania w VI-IX wieku po nar. Chr.